# Gjerpen IF
Gjerpen idrottsförening (norska: Gjerpen idrettsforening) är en norsk idrottsförening från Skien. Klubben grundades 30 januari 1918 och är mest känt för sina handbollslag för damer. 

## Historia och föreningsstruktur
Klubben grundades 1918 som Gjerpen Idrettslag under ett möte på Fagerheim (Gjerpens Ungdomslags hus i Holmsveien). Den 1 september 1945 slog Gjerpen IL sig samman med Mæla Idrettsforening (grundad 1934) och Rising Skid- och Idrottsförening (grundad 1933) och bildade det nuvarande Gjerpen Idrottsförening. 
Gjerpens idrottsförening är den största fleridrottsföreningen i norra stadsdelen och Gjerpensbygden i Skien. Föreningar har cirka 700 medlemmar i fem olika idrotter. Dessa har en gemensam ledning i huvudstyrelsen i Gjerpen IF. De fem idrotterna är längdskidåkning, fotboll, handboll, friidrott och volleyboll.
Idrottsföreningen har en lång och rik historia sedan grundandet 1918. Stadionanläggningen är från 1950, men speciellt de sista 10 åren har det skett mycket på anläggningssidan. Det första klubbhuset, Gjerpenhuset, invigdes 2000 efter stor byggnadsinsats. År 2008 öppnades en konstgräsplan med elljus, och 2006 öppnade kommunen den nya Gjerpenhallen. I aktiv idrott har Gjerpen IF hävdat sig på nationellt nivå speciellt i handboll och friidrott, samtidig som breddidrotten genom åren har samlat tusentals barn och unga i närområdet.
Gjerpen IF är en alliansidrottsförening. Medlemskap är för alla knutet till huvudföreningen. Är man med i en idrott, är man samtidigt medlem i alla grupper i Gjerpen IF. Huvudstyrelsen äger Gjerpenhuset och idrottsanläggningarna. Vidare samarbetar grupperna om intäktsbringande företag, information, regelverk, byggnader, rekrytering och saker som är av gemensamt intresse. Gjerpen IF är organiserat så att alla grupper, utom handboll, har ett solidariskt ekonomiskt ansvar genom huvudföreningen. Gjerpen Håndball har med sin stora omsättning en självständig  ekonomi. Handbollens medlemmar är likväl medlemmar av Gjerpen IF på samma sätt som de andra är. Även om Gjerpen IF kan visa upp en stor aktivitet, och drives fram av solida insatser från många föräldrar står utmaningar i kö. Det behövs fler och bättre anläggningar, samtidigt som ledare och tränare inte växer på träd.

## Handboll

### Gjerpen Håndball
är en handbollsklubb från Skien. Klubben är en självständig organisation, knuten till Gjerpen Idrettsforening som en alliansidrottsförening. Gjerpen Håndball är en meriterad handbollsklubb och har en lång historia i toppen av norsk damhandboll. Gjerpens damlag har vunnit NM-guld (= norska cupen) fem gånger och slutspelet tre gånger. Laget fick ta emot Telemark fylkeskommuns kulturpris 1991. Gjerpen blev seriemästare säsongerna 1990–1991 och 1992–1993, och cupmästare  1985, 1986, 1990, 1992 och 1993.

### Kända spelare
Under Gjerpens  glansdagar på 1990-talet dominerade spelare som Siri Eftedal, Hanne Hegh, Anne Migliosi, Kjerstin Andersen, Liv Schønhardt, Ingrunn Strøm, Tone Anne Alvestad, Ann Iren Haugen, Mirella Mierzejewska, Hilde Røneid, Anne Brit Skarstein, Cecilie Thorsteinsen, Gro Knutsen, Stine Gløsmyr, Jeanette Nilsen och Mia Hundvin. Under senare tid har Heidi Løke och Anja Edin spelat flera säsonger för klubben på 2000-talet. Hanne Hegs dotter Emelie Hegh Arntzen har också spelat i klubben.

### Internationella framgångar
Föreningen kvalificerade sig till semifinalen i Cupvinnercupen  säsongen 2005–2006. Säsongen efteråt kom Gjerpen på tredje plats i serien, och blev utslagen i semifinalen i slutspelet, men nådde sedan kvartsfinalen i Cupvinnercupen. Säsongen 2008–2009 förlorade klubben åter semifinalen i Cupvinnarcupen i handboll. 1996 spelade föreningen final i Citycupen men förlorade den.

### Nedflyttning och åter till eliten
A-laget för damer flyttades ner från Postenligan (förut benämning på högsta serien i norsk damhandboll) till division 1 efter säsongen 2009–2010 och vidare ner till division 2 efter säsongen 2010–2011. A-laget för damer spelade åter i division 1 säsongen 2013–2014. 2016 tog sig Gjerpen åter till  norska Eliteserien. Klubben har en stor ungdomsverksamhet med flicklag i alla åldrar och flera seniorlag.

## Fotboll
Herrlaget, Gjerpen IF, spelar i 5.divisjon, i Telemark Fotballkrets.